# Нугайлійське водосховище
Нугайлійське водосховище — гідротехнічна споруда в Узбекистані.
З північного схилу Яккабазького хребта стікає річка Яккабагдар'я, на якій одразу після виходу на рівнину в межі Шахрисабзької оази зведено Яккабазький гідровузол. Він спрямовує більшу частину ресурсу в лівобережний канал, що, крім своєї основної ділянки, також живить Карабагдар'ю (ліве русло Яккабагдар'ї, що утворювалось шляхом природної біфуркації в місці сучасного Яккабазького гідровузла) та канал Пахтакор. Карабагдар'я прямує у західному напрямку уздовж Яккабазького хребта до Карабазького водосховища (а потім далі до впадіння ліворуч до Кашкадар'ї), а північніше від неї на невеликій відстані прямує Пахтакор, допоки не скидає воду до Нугайлійського наливного водосховища, що лежить за півтора кілометра північніше від Карабазького.
Нугайлійське сховище спорудили в 1972 (за іншими даними — 1976) році на основі природного яру за допомогою земляної дамби висотою 14 метрів та довжиною 850 метрів, яка потребувала 273 тис. м3 матеріалу. Вона утримує водойму з площею поверхні 0,58 км2 та об'ємом 3 млн м3, з яких 2,5 млн м3 належать до корисного.
З Нугайлійського водосховища витікає арик Нугайлі.